# Vin (géorgien)
Pour les articles homonymes, voir Vin (homonymie).
Cette page contient des caractères spéciaux ou non latins. S’ils s’affichent mal (▯, ?, etc.), consultez la page d’aide Unicode.
Vin, (ვინ, [vin], en géorgien) est la 6e lettre de l'alphabet géorgien.

## Linguistique
Vin est utilisé pour représenter le son [v].
Dans la norme ISO 9984, la lettre est translittérée par « v ».

## Représentation informatique
- Unicode[1] :
  - Asomtavruli Ⴅ : U+10A5
  - Mkhedruli et nuskhuri ვ : U+10D5